# Benthoclionella jenneri
Benthoclionella jenneri é uma espécie de gastrópodes do gênero Benthoclionella, pertencente a família Clavatulidae.